# Castell-palau de Llutxent
El Castell-palau de Llutxent, també anomenat Palau dels Pròxida, és un edifici situat al centre del nucli històric de Llutxent, la Vall d'Albaida, País Valencià.

## Història
La construcció de l'edifici actual data del segle xiv, quan els senyors del lloc, els Pròxida, decidiren construir un nou castell que substituïra la fortificació existent aleshores, el castell de Xiu, d'època islàmica. L'any 1277 els Pròxida, nissaga d'origen sicilià, concretament Joan de Pròxida (fill d'un notari de Salern i exiliat a la cort catalanoaragonesa), prengueren possessió de la nova pobla de Llutxent, en procés de reconstrucció després de la seua destrucció a mans d'Al-Àzraq. Aquest primer baró i el seu hereu Tomàs (1306-1319) visitarien poques vegades la població, ja que estaven ocupats al servei del rei en les seues campanyes militars arreu de la Mediterrània.
Fou el tercer baró Francesc de Pròxida (mort el 1327) qui va decidir quedar-se a Llutxent els últims anys de la seua vida, a causa de la seua salut precària. Mort aquest, la baronessa vídua, Maria de Vidaure, va continuar vivint a Llutxent fins al 1335. Tot fa pensar que fou Francesc, que des de l'any 1321 posseïa la plena jurisdicció sobre els seus vassalls a títol vitalici, el promotor de l'edificació del nou castell, aleshores una modesta fortalesa quadrada, sense finestres i reforçada per quatre torres als cantons i coronament de merlets. Aquest model edificatori el trobem en altres castells de colonització feudal d'aquestes comarques, fets en els segles xiii i XIV, com ara el palau Comtal de Cocentaina, el d'Ontinyent o el de Bèlgida; el castell de Forna o el pròxim castell de Montitxelvo edificat el 1358 per Vidal de Vilanova. És per això i, davant la manca de dades més precises, que la construcció del palau-castell se situaria en la dècada de 1320 (c. 1322-1327).
L'any 1487 Pere Maça de Liçana va adquirir la baronia, i amb ella el palau, moment en el qual es procedeix a la remodelació de l'edifici. Es tracta d'una reforma important que modifica substancialment l'aspecte interior de l'edifici, afegint noves estances i incorporant nous elements decoratius més d'acord amb els gustos de l'època. Si bé l'aspecte exterior tot just és objecte de canvis substancials en el seu interior la decoració pròpia de l'estil gòtic flamíger deixa en un segon pla l'austera arquitectura del període anterior.

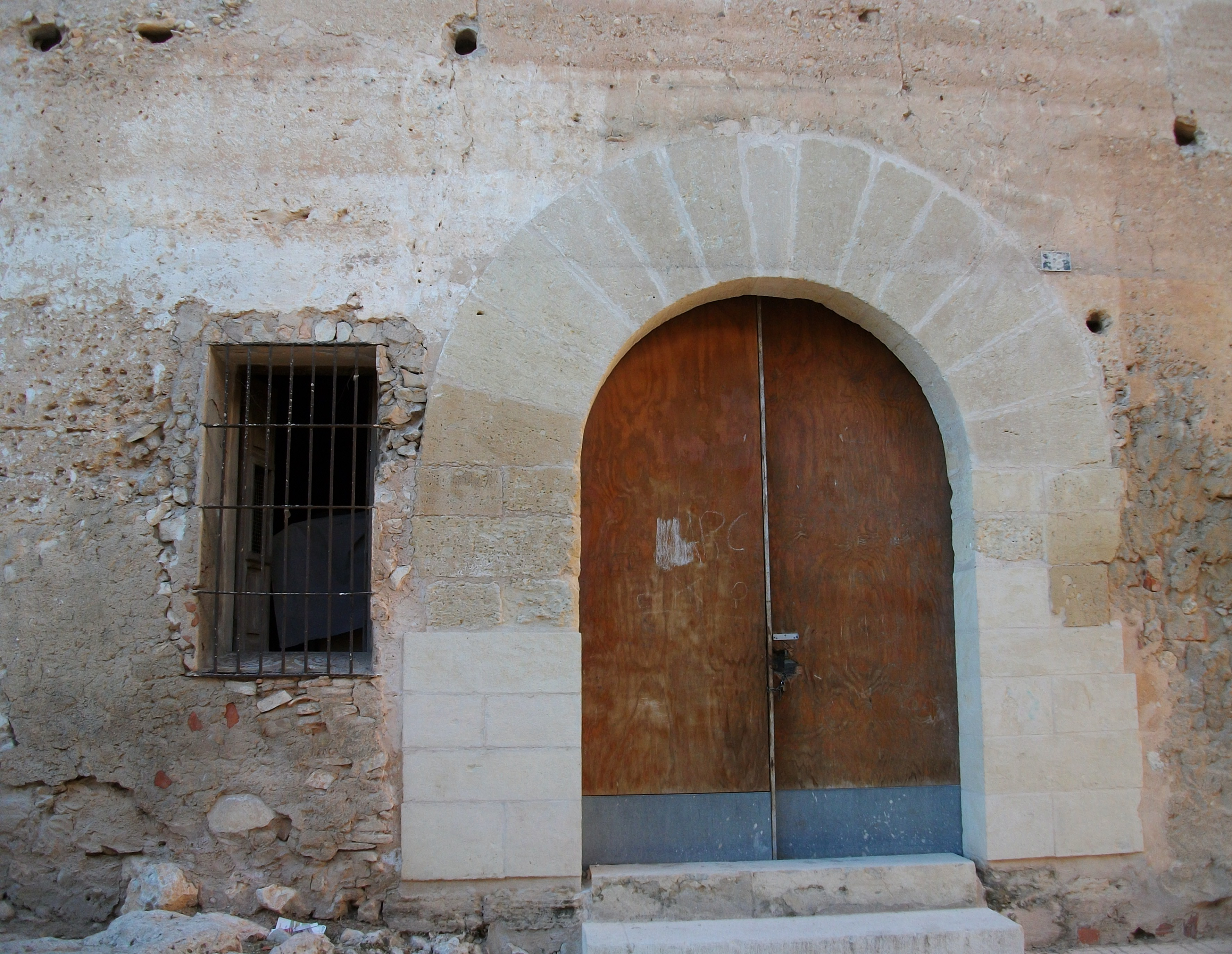
Porta d'accés al palau.

El castell servia de refugi, era l'únic lloc segur on resguardar-se i protegir els béns més valuosos en temps de guerra. Aquesta funció protectora es va posar de manifest en distintes ocasions, com ara durant la Guerra de la Unió (1348-1349), possiblement en les guerres amb Castella, però sobretot durant les Germanies. Cap al final de la guerra, els agermanats de Xàtiva atacaren simultàniament Albaida i Llutxent el 1522. A Albaida, les tropes virregnals resistiren el setge darrere de les muralles del Clos de la Vila i els agermanats es conformaren a saquejar el raval extramurs. A Llutxent en canvi, els agermanats no trobaren defenses sòlides, exceptuant el castell, on s'havia refugiat la població mentre esperava la vinguda de tropes comandades pel senyor de la baronia. El castell va resistir a l'atac agermanat tot el dia, però va sofrir a la part superior del parament de l'edifici, reconstruït posteriorment. Des de llavors el seu aspecte no va haver de variar molt fins a l'actualitat, ja que els posteriors titulars del senyoriu no van mostrar massa interés per aquesta propietat.
En morir Brianda Maça sense successió, la baronia va passar a Ramon Lladró, Senyor de Castalla. El 1575 es va fer càrrec d'ella Pere Maça Lladró, marquès de Terranova, primer Duc de Mandas. Va passar el 1729 als marquesos de Dos Aigües, els quals el van vendre a finals del segle XIX; concretament fou Vicent Dasí qui el va vendre a Francesc Benavent i Ortolà, conegut com a Quico Aurora. Aquest va posar en venda les terres adjacents al palau com a solars on edificar noves cases i va llogar les diferents estances fins a instal·lar-hi nou famílies.
L'any 1996 l'edifici fou adquirit per l'ajuntament i durant els anys 1998-2000 ha estat sotmés a un procés de rehabilitació integral. El 2010 Es va tornar a obrir al públic després de la restauració de les cobertes de les ales nord i est i l'enderrocament d'una casa adossada.

## Descripció

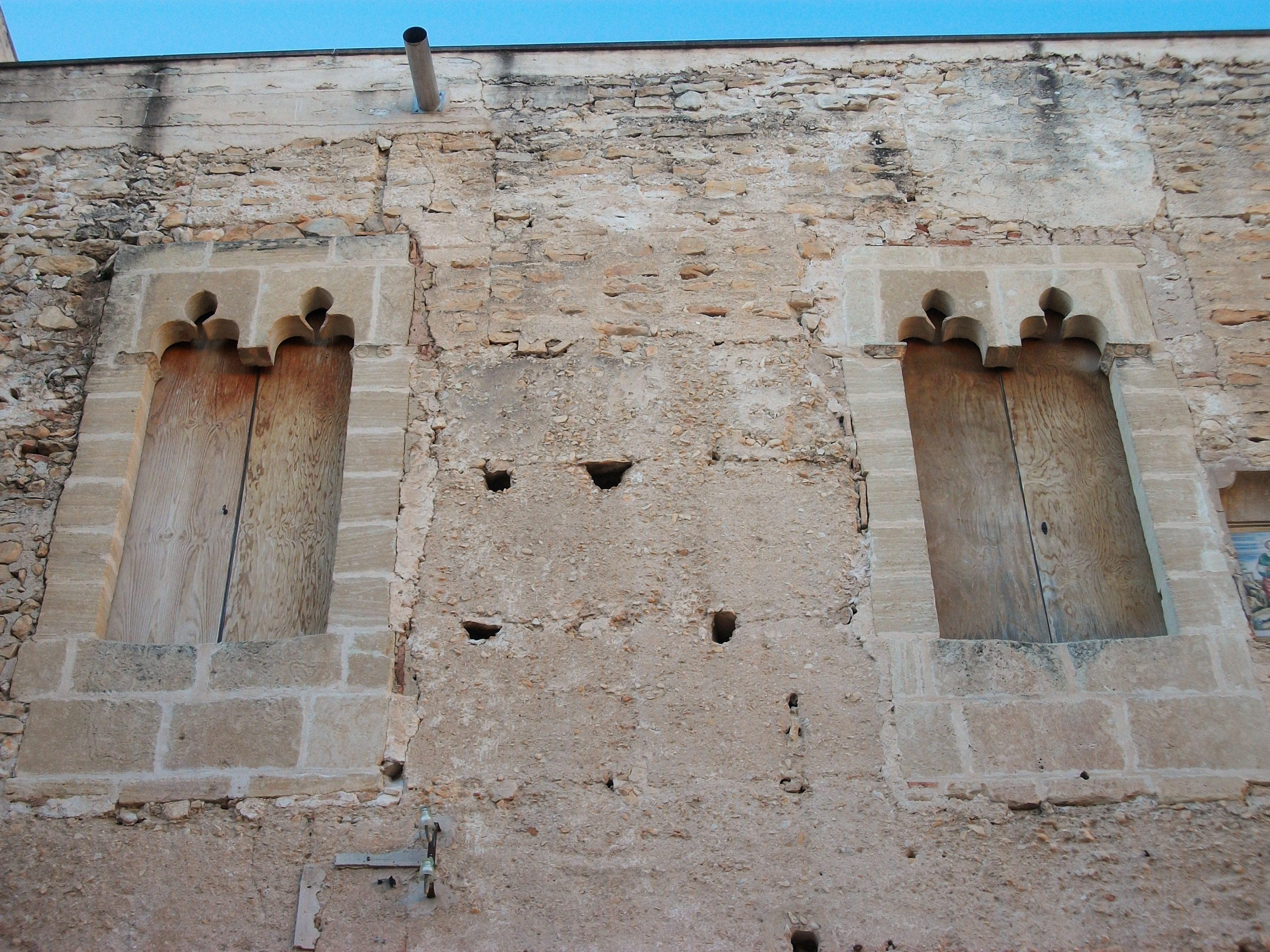
Finestres coronelles del palau.

El castell, pertany al gòtic valencià amb una tipologia similar (encara que de cronologia diferent) als castells d'Albalat dels Sorells, Bétera, Forna i Alaquàs. El castell fou construït "ex novo", amb la tradicional planta quadrada (27 x 28 metres) i quatre torres a les cantonades, emmerletades en el seu origen, i un parament al voltant d'un espai lleugerament rectangular que configura un pati central (11 x 11 metres) amb un aljub subterrani.
L'edifici té dues plantes, i un cos més les torres dels cantons. La façana principal està orientada a Llevant i té un accés adovellat al centre, del segle xiv, i dos parells de finestres coronelles obertes a la planta noble sense els mainells. La façana posterior té al nivell superior una galeria de finestres de mig punt semblant a les dels palaus, com el de Castelló de Rugat (desaparegut), el palau dels Milà i Aragó d'Albaida, el palau del Marqués de Sant Josep d'Otos, o diverses cases de Xàtiva, Benigànim o Quatretonda. El pis superior albergava les dependències nobles i a la planta baixa es destinava a cavalleries, magatzems i serveis.
El seu aspecte en un primer moment seria similar al castell de Forna. Els seus murs són de tàpia i els forjats estan conformats a la planta baixa per voltes i en les plantes superiors per teginats de fusta. La disposició de les espitlleres, així com escorrentius i buits de pas en els murs de tàpia donen una aproximació dels primers nivells d'utilització de la fortalesa. Durant els segles XIV-XV deixa de tenir sentit l'ús com a fortalesa i es realitzen una sèrie de reformes tendents a la seua rehabilitació com a residència palatina, deixant de tenir ús les espitlleres i sent en molts casos tapades.
Dels elements decoratius es poden esmentar les portes de carreus amb arc de mig punt tant del pati com de la primera planta, així com les finestres coronelles bífores i fonamentalment el fris decoratiu de la sala d'honor. Aquestes pintures estarien dins de l'anomenat gòtic lineal i podrien haver estat realitzades entre els anys 1320 i 1360. Altres elements serien els cans que discorren al llarg dels paraments tant en la primera com a la segona planta que corresponen a la fase inicial de l'edifici i que defineixen un tipus de forjat característic del món gòtic del qual encara es conserven alguns trams en l'actual palau.
Com a elements decoratius característics de la reforma de finals del segle xv, caldria assenyalar la proliferació del guix en la realització dels marcs de portes i finestres, tant conopials com carpanells i de mig punt, la incorporació en el sistema constructiu d'arcs rebaixats de maó, com a elements que permeten obrir grans buits i, alhora, com a elements portants, en alguns casos amb un pilar central donant suport a la clau. A la torre davantera de la dreta hi ha una finestra amb motlures pròpies del gòtic flamíger. Una altra peça que caldria situar en aquest període és l'escala gòtica que des del pati central duu a la planta noble, amb el seu porxo sostingut per pilars octogonals i coberta de fusta original. La torre sud-oest manté un aspecte similar a la primera fase amb modificacions a la primera planta amb la incorporació de la volta aresta i l'eliminació del forjat que cobria la tercera planta que es desplaça a una cota superior recolzant directament sobre la part superior dels merlets que van ser paredats.